# Ronde van Zuid-Bohemen
De Ronde van Zuid-Bohemen (Tsjechisch: Okolo Jižních Čech) is een meerdaagse wielerkoers die in de Tsjechische regio Zuid-Bohemen wordt gereden. De ronde werd in 2012 opgericht.
Sinds 2012 maakt de ronde deel uit van de UCI Europe Tour met een classificatie van 2.2.

## Lijst van winnaars

### Overwinningen per land
| Overwinningen | Land                                 |
| ------------- | ------------------------------------ |
| 3             | Tsjechië                             |
| 2             | Noorwegen                            |
| 1             | België, Denemarken, Frankrijk, Polen |